# Szélig Viktor
dr. Szélig Viktor (Dunaújváros, 1975. szeptember 22. –) magyar, válogatott jégkorong játékos.

## Pályafutása
Pályafutását a Dunaferr csapatában kezdte, Kercsó Árpád irányításával. Az ifi válogatottban 1992-ben mutatkozott be a C csoportban, ahol a csapat első lett. 1993-ban a bukaresti B csoportos Európa-bajnokságon a válogatott éppen lemaradt a feljutásról. Junior VB-ken 1993-tól 1995-ig képviselte Magyarországot. A junior válogatott 1994-ben feljutott a B csoportba. A felnőtt válogatottban 1992-ben mutatkozhatott be a csapat dél-afrikai túráján. 1993-ban szerepelt első alkalommal felnőtt világbajnokságon, ezekből azóta egyet sem hagyott ki.
2006-ban az anyagi gondokkal küzdő Dunaújvárostól elszerződött. Bár tárgyalt az Alba Volán SC csapatával is, végül a francia Briançonhoz igazolt. Itt az ugyancsak válogatott Ladányival és Vas Mártonnal szerepel együtt. 2007-ben az évi teljesítménye alapján az év jégkorongozója díjjal jutalmazta a magyar szövetség.
2009 márciusában ezüstérmes lett a francia bajnokságban. Novemberében, egy fehérvári válogatott tornán (egy olaszok ellen 6-1-re megnyert mérkőzésen) mutatkozott be a válogatott csapatkapitányaként. Ezen a poszton Kangyal Balázst váltotta, aki az A csoportos világbajnokság után visszavonult.
2010-ben a Briançonnal francia kupa győztes lett, majd a bajnokságban elődöntőig jutott. Májusban újabb egyéves szerződést írt alá a Briançonnal, de július végén a jelentős tartozásokat felhalmozó csapata elsőre nem kapta meg az elsőosztályú licencet, így 4 év után úgy tűnt, új csapathoz igazolhat. Végül a Briancon mégis indulni tudott a francia elsőosztályban, Szélig pedig a keret tagja maradt.
2023-ban a Nemzetközi Jégkorongszövetség neki ítélte a Bibi Torriani-díjat, és beiktatták az IIHF Hall of Fame-jébe.